# Prey Veng (provins)
Prey Veng, (khmer: ខេត្តព្រៃវែង) är en provins i södra Kambodja. Provinsen hade 947 357 invånare år 2008, på en area av 4 883 km². Provinshuvudstaden är Prey Veng.

## Administrativ indelning
Provinsen är indelad i följande distrikt:
- 1401 Ba Phnum (បាភ្នំ)
- 1402 Kamchay Mear (កំចាយមារ)
- 1403 Kampong Trabaek (កំពង់ត្របែក)
- 1404 Kanhchriech (កញ្ច្រៀច)
- 1405 Me Sang (មេសាង)
- 1406 Peam Chor (ពាមជរ)
- 1407 Peam Ro (ពាមរ)
- 1408 Pea Reang (ពារាំង)
- 1409 Preah Sdach (ព្រះស្ដេច)
- 1410 Prey Veaeng (ព្រៃវែង)
- 1411 Kampong Leav (កំពង់លាវ)
- 1412 Sithor Kandal (ស៊ីធរកណ្ដាល)